# USS F-3 (SS-22)
USS F-3 (SS-22) – amerykański okręt podwodny typu F o wyporności podwodnej 400 ton. Okręt został zwodowany 6 czerwca 1912 roku w stoczni Union Iron Works w San Francisco jako „Pickerel”. Przyjęty do służby w United States Navy 5 sierpnia 1912 roku, pod zmienioną nazwą USS F-3 (SS-22). W latach 1919–1921 służył jako okręt szkolny, został następnie wycofany ze służby 15 marca 1922 roku.